# Geoffrey Bawa
Deshamanya Geoffrey Manning Bawa, (23 de julio de 1919 – 27 de mayo de 2003) fue un arquitecto esrilanqués. Es el arquitecto más famoso de Sri Lanka y fue uno de los arquitectos asiáticos más influyentes de su generación. Es el principal representante de lo que hoy se conoce globalmente como modernismo tropical.

## Infancia y juventud
Geoffrey Bawa nació el 23 de julio de 1919 en Colombo, entonces colonia británica. Su padre era el juez B. W. Bawa, un rico abogado de éxito, de ascendencia musulmana e inglesa, y su madre, Bertha Marianne Schrader, con ascendencia alemana, escocesa y cingalesa. Tenía un hermano mayor, Bevis Bawa, quien se convirtió en un reconocido arquitecto paisajista.

## Formación
Se educó en el Royal College de Colombo, después estudió inglés y derecho en 1938, en el St. Catharine's College de Cambridge, donde obtuvo el Bachelor of Arts (Tripos de Literatura inglesa) y estudió derecho en Middle Temple de Londres, convirtiéndose en barrister en 1944. 
Volvió a Ceilán, después de la Segunda Guerra Mundial, trabajando para una firma de abogados de Colombo. Después de la muerte de su madre, dejó la profesión y partió en 1946 para viajar durante dos años, por Extremo Oriente, Estados Unidos, y finalmente por Europa, pensando establecerse en Italia. Cuando tenía 28 años, había pasado un tercio de su vida lejos de Sri Lanka. 
Durante su estancia en Italia planeó comprar una villa y establecerse, pero eso no sucedió, y en 1948 regresó a Sri Lanka. Bawa compró una finca de caucho abandonada en la costa suroeste de la isla entre Colombo y Galle en Lunuganga, planeando crear un jardín italiano en un desierto tropical. Sin embargo, pronto descubrió que sus ideas eran difícil de realizar por su falta de conocimientos técnicos.
En 1951, fue aprendiz de H.H. Reid, el único socio superviviente de la Colombo architectural practice Edwards, Reid y Begg. En 1952, Reid murió, pero Bawa todavía aspiraba a hacer carrera en arquitectura, por lo que regresó a Inglaterra, después de pasar un año en Cambridge, se inscribió como estudiante en la Architectural Association de Londres. Hasta la fecha es recordado como el estudiante más grande, más mayor y más franco de su generación en la Architectural Association. En 1957, a la edad de 38 años regresó a Sri Lanka cualificado como arquitecto para hacerse cargo de lo que quedaba de la práctica de Reid.

## Actividad en la arquitectura
En 1951, se convirtió en aprendiz de la práctica arquitectónica de Edwards Reid y Begg en Colombo, con el magisterio del socio sobreviviente, Reid. Después de la muerte de Reid en 1952, Bawa fue a Inglaterra donde se matriculó como estudiante en la Architectural Association School of Architecture.
Allí obtuvo un Diploma en Arquitectura en 1956 y al año siguiente se convirtió en asociado del Royal Institute of British Architects, tras lo cual volvió a Ceilán, convirtiéndose en socio de la Colombo architectural practice Edwards, Reid y Begg, en 1958. En 1959, El arquitecto danés Ulrik Plesner se unió a la firma, y los dos diseñaron conjuntamente muchos edificios en un estilo distinto, llamado "modernismo tropical".
Geoffrey y su hermano Bevis eran parte de un ambiente de sofisticados homosexuales que se sentían atraídos por la idea de Ceilán como un lugar de belleza, sensualidad y evasión. Al igual que el Conde de Mauny (Maurice Talvande) en la Isla Taprobane, el impulso de gran parte de su trabajo fue el deseo de crear paraísos privados. La arquitectura de Bawa está a la altura de la tierra: dentro y fuera se mezclan perfectamente, y está diseñado para el máximo placer de sus habitantes. Tiene influencia de la arquitectura colonial y tradicional ceilandesa, y el papel del agua en ella, pero rechazó la idea del regionalismo y la imposición de formas preconcebidas en un sitio.
Plesner abandonó la isla en 1967. Bawa se convirtió en asociado del Sri Lanka Institute of Architects en 1960. Una estrecha colaboración con una serie de artistas y diseñadores de ideas afines, como Ena de Silva, Barbara Sansoni y Laki Senanayake, generó una nueva conciencia sobre los materiales y artesanías indígenas, Llevando a un renacimiento post-colonial de la cultura.

## Obras
Geoffrey Bawa ha trabajado principalmente en Sri Lanka, pero también tiene obras en otros países: nueve en la India, tres en Indonesia, dos en Mauricio y una en Japón, Pakistán, Fiyi, Egipto y Singapur. Sus obras incluyen casas, hoteles, escuelas, clubes, oficinas y edificios gubernamentales, especialmente el edificio del Parlamento de Sri Lanka.

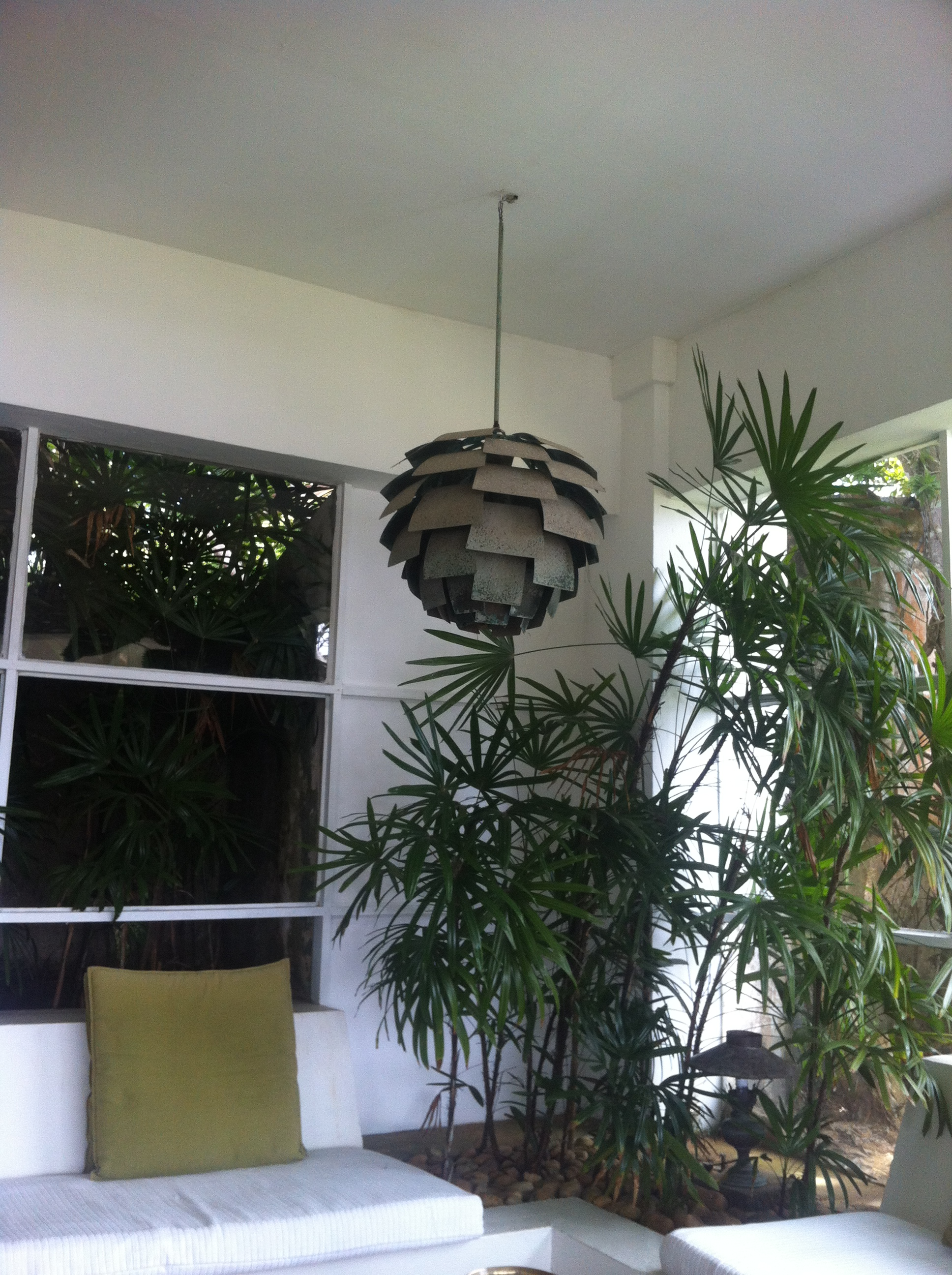
Interior de la casa Bawa en Colombo
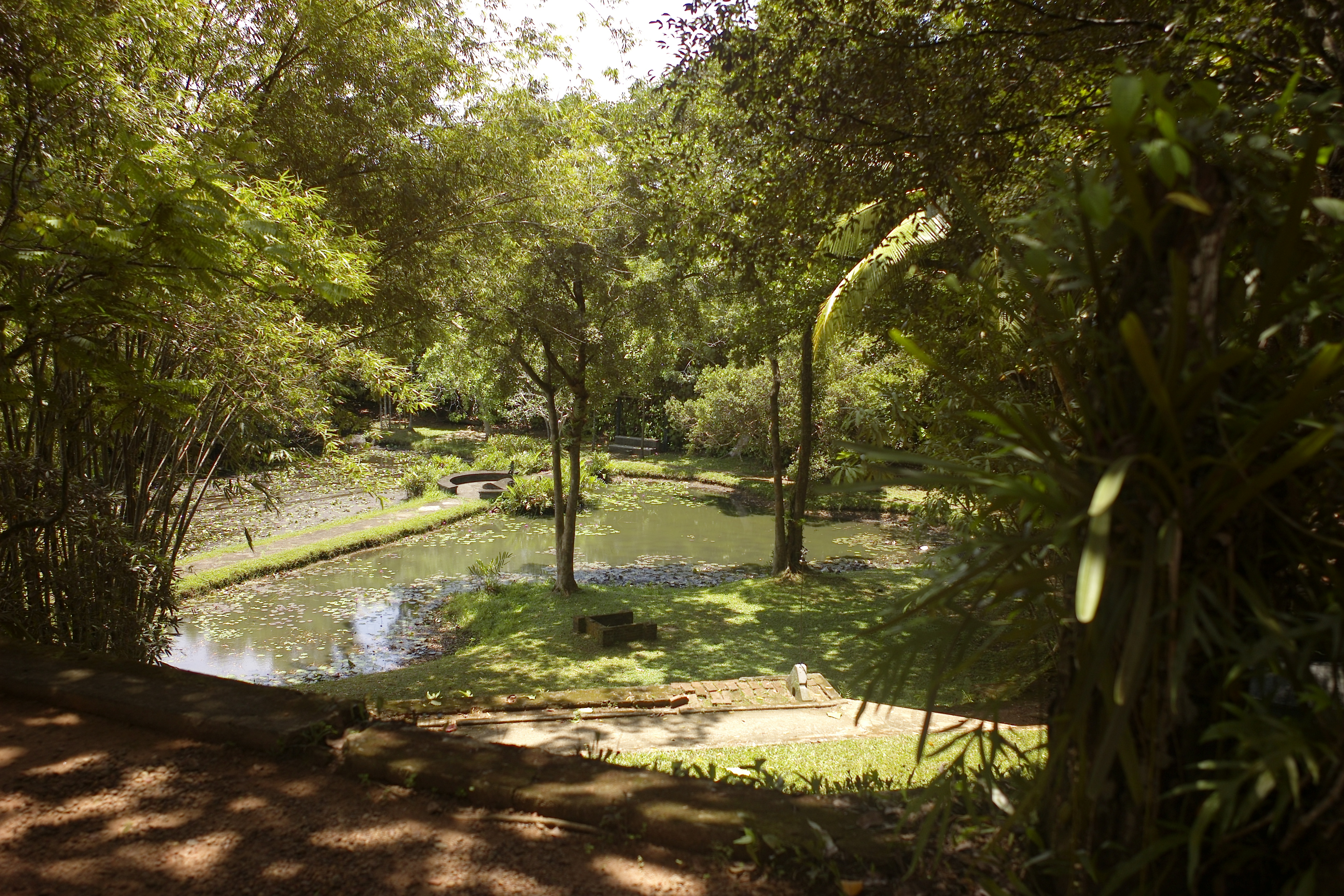
Lunuganga, exterior de la Casa Bawa.
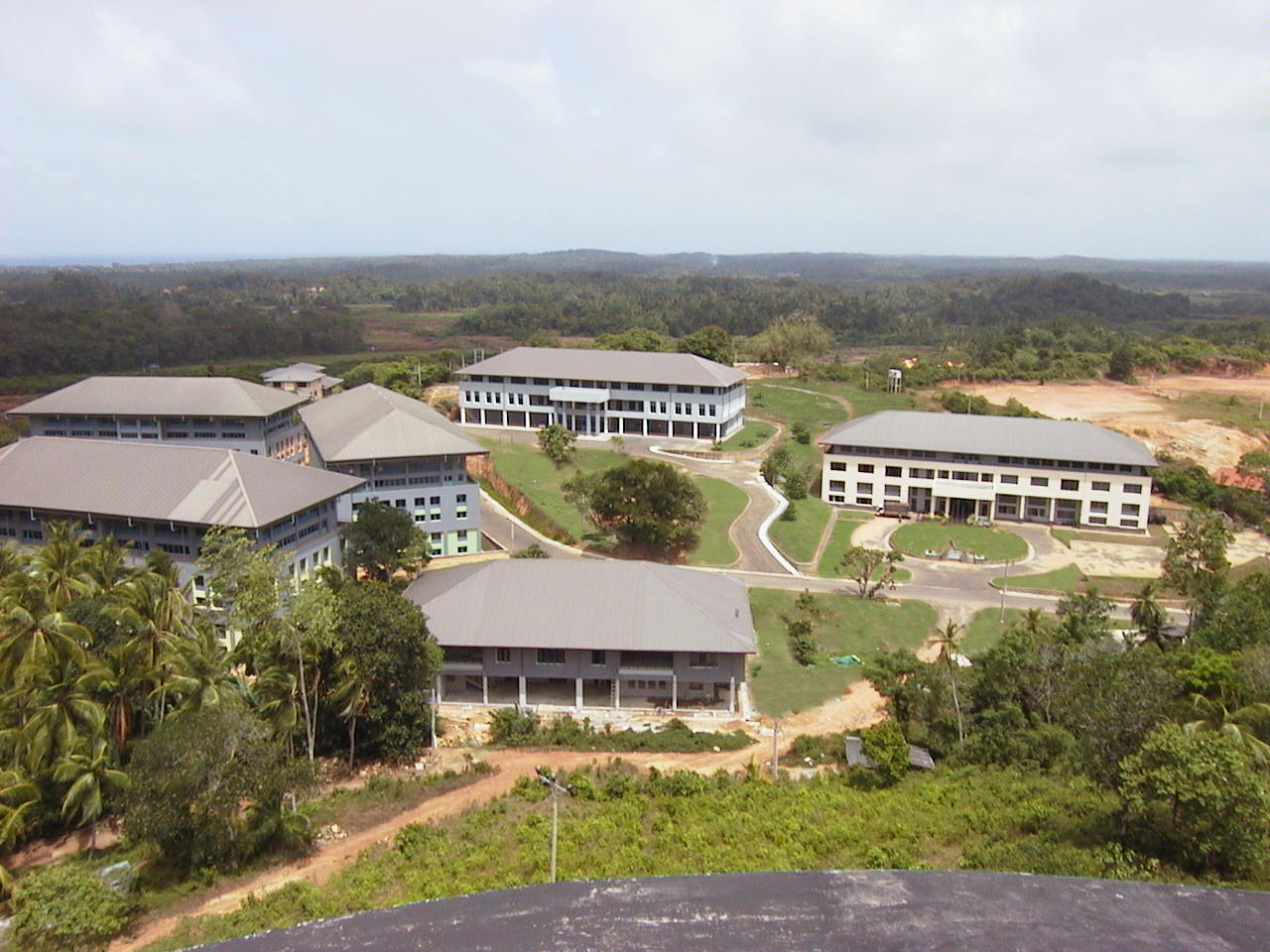
Universidad de Ruhuna
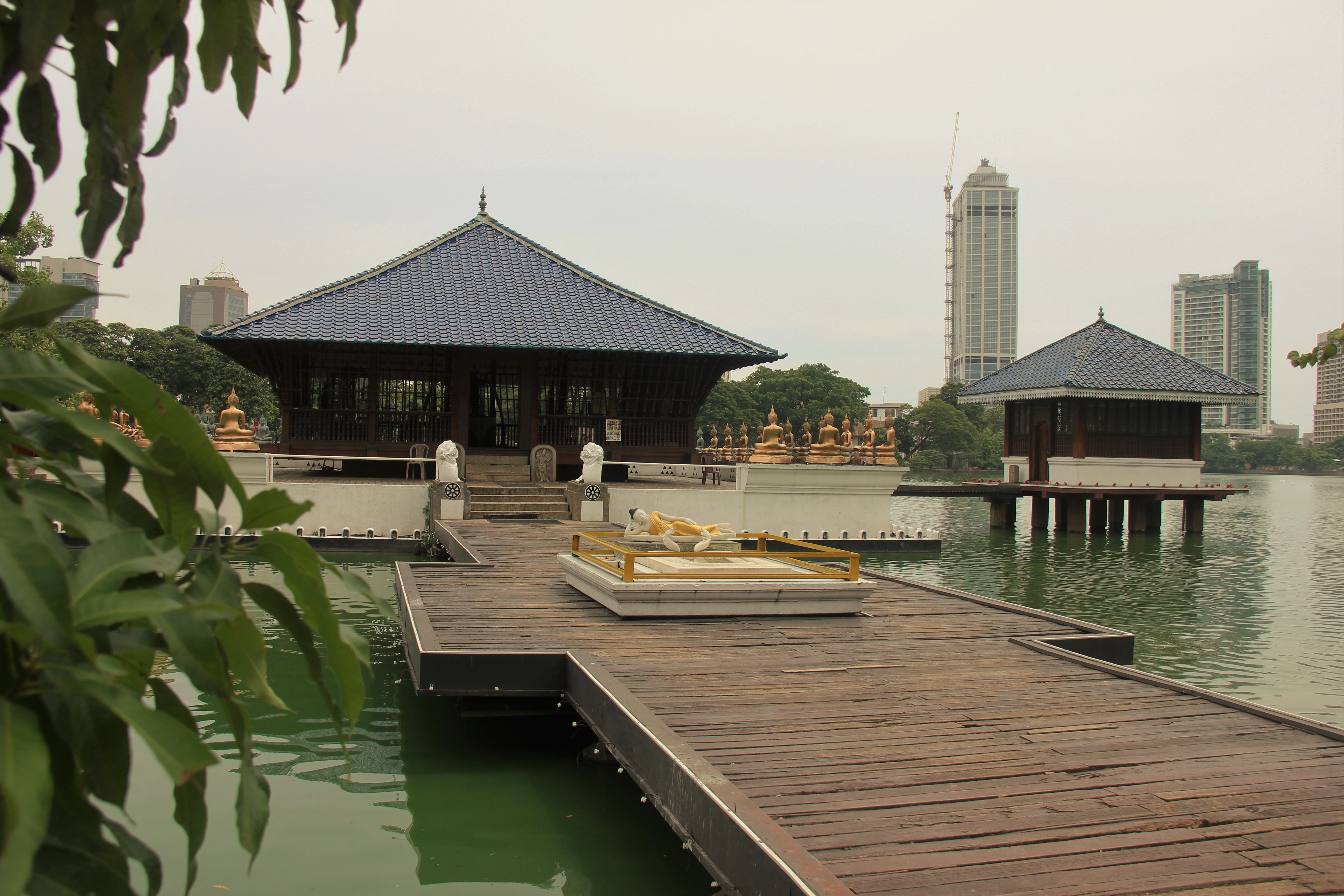
Seema Malaka
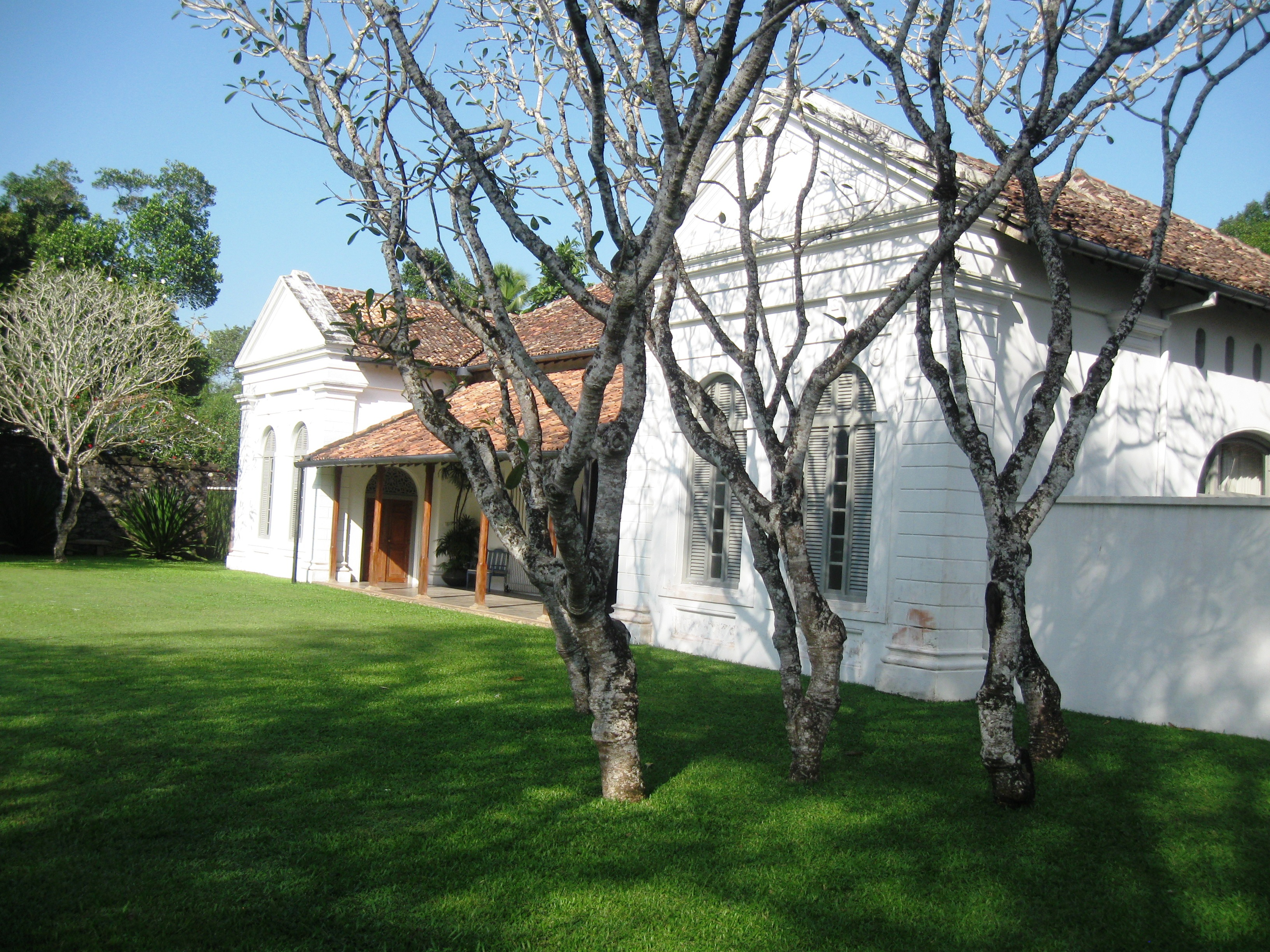
Casa Sunethra Bandaranaike
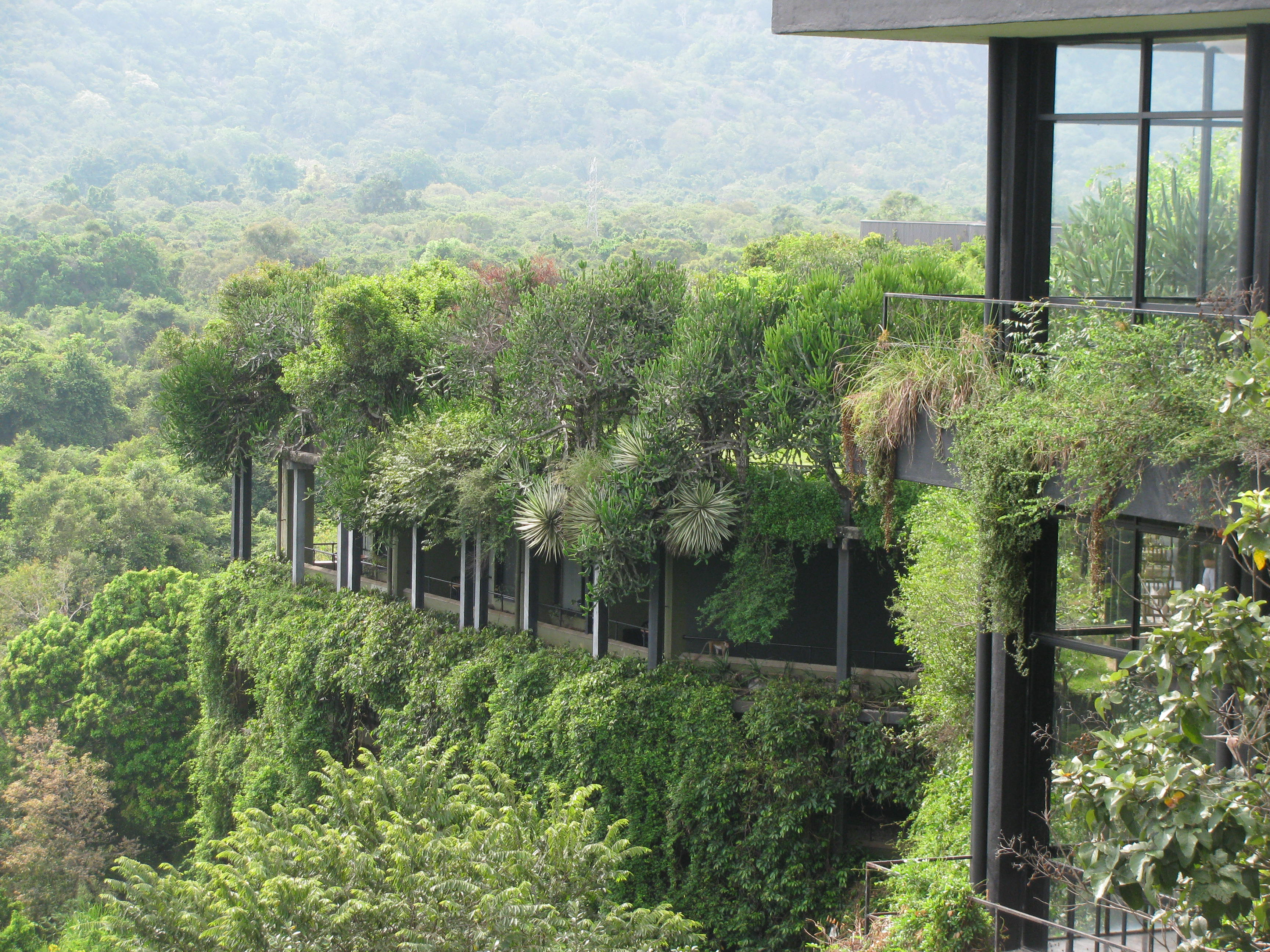
Hotel Kandalama

|  | 1940s - Lunuganga, Bentota (1948–1998) 1950s - St. Thomas' Preparatory School, Colombo (1957–1964) - Carmen Gunasekera House, Colombo (1958) - Kanangara House, Colombo (1959) - Club House, Ratnapura (1959) - Deraniyagala House, Colombo (1959) - Wimal Fernando House, Colombo (1959) - Jayawardena house, Colombo (1959–1960) - Ekala Industrial Estate, Ja ela (1959–1960) - A.S.H. De Silva House, Galle (1959–1960) - Manager's Bungalow, Maskeliya (1959–1960) - Turin Koralage House, Elpitiya (1959-1960) - Wijewardene House, Colombo (1959–1964) 1960s - Osmund and Ena de Silva House, Colombo (1960–62) - Bishop's College, Colombo (1960–1963) - 33rd Lane, Colombo (1960–1998) - Nazareth Chapel, Good Shepherd Convent, Bandarawela (1961–1962) - House for Dr. Bartholomeusz, Colombo (1961–1963) - House for Chris and Carmel Raffel, Colombo (1962–1964) - Pim and Pam Fernando House, Colombo (1963) - St. Bridget's Montessori School, Colombo (1963–1964) - Polontalawa Estate Bungalow, Polontalawa (1963–1965) - Hilton Hotel, Colombo, Colombo (1965) - Madurai Boys' Town, Madurai, India (1965–1967) - Yahapath Endera Farm School, Hanwella (1965–1971) - Coral Gardens Hotel - additions and renovations, Hikkaduwa (1966) - Grand Oriental Hotel (Taprobane Hotel) - additions and renovations, Colombo (1966) - Steel Corporation Offices, Oruwela (1966–1969) - Bentota Beach Hotel, Bentota (1967–1969) - Pieter Keuneman House, Colombo (1967–1969) - Serendib Hotel, Bentota (1967–1970) - Yala Beach Hotel, Yala (1968) - Mahahalpe Farm, Kandy (1969) - Ceylon Pavilion 1970 World's Fair, Osaka, Japón (1969–1970) 1970s - Pallakele Industrial Estate, Pallekele (1970–1971) - P.C. de Saram Terrace Houses, Colombo (1970–1973) - Science Block, Nugegoda (1971) - Madurai Club, Madurai, India (1971–1974) - it has been renamed as Heritage Madurai. - Hotel Connamara Remodelling, Chennai, India (1971–1976) - Club Mediterranee, Nilaveli (1972) - Stanley de Saram House, Colombo (1972) - Batujimbar Pavilions, Sanur, Indonesia (1972–1975) - Peter White House, Pereybere, Mauritius (1973–1974) - Neptune Hotel, Beruwala (1973–1976) - Agrarian Research and Training Institute, Colombo (1974–1976) | - Hotel at Pondicherry, Puducherry, India (1975) - Seema Malaka, Colombo (1976–1978) - State Mortgage Bank, Colombo (1976–1978) - Candoline Hotel, Goa, India (1977) - Panamá Hotel, Panamá (1977) - Martenstyn House, Colombo (1977–1979) - Meena Muttiah Hospital for the Kumarni of Chettinad, Chennai, India (1978) - House for Lidia Gunasekera, Bentota (1978–1980) - Institute for Integral Education, Piliyandala (1978–1981) - Club Villa Hotel, Bentota (1979) - Samy House, Dahshur, Egypt (1979) - Triton Hotel, Ahungalla (1979–1981) - Sri Lankan Parliament Building, Kotte (1979–1982) 1980s - University of Ruhuna, Matara (1980–1988) - Galadari Hotel, Islamabad, Pakistán (1984) - Sunethra Bandaranaike House, Horagolla (1984–1986) - Offices for Banque Indosuez, Colombo (1985) - Institute of Engineering Technology, Katunayake (1985) - Fitzherbert House, Tangalle (1985–1986) - De Soysa House, Colombo (1985–1991) - Bashir Currimjee House, Port Louis, Mauritius (1986–1994) - Hyatt Hotel, Sanur, Sanur, Indonesia (1989) - Larry Gordon House, Wakaya, Fiyi (1989) - Singapore Cloud Centre, Singapur, Singapur (1989) 1990s - Banyan Tree Hotel, Tanjung Pinang, Indonesia (1991) - Kandalama Hotel, Dambulla (1991–1994) - Jayakody House, Colombo, Colombo (1991–1996) - Sarabhai House, Ahmedabad, India (1992) - Modi House, Delhi, India (1992) - Jayakody House, Bentota, Bentota (1993) - Poddar House, Bangalore, India (1994) - Kani Lanka Resort & Spa, Kalutara (1994–1996) - Lighthouse Hotel, Galle (1995–1997) - Blue Water Hotel, Colombo (1996–1998) - Official Residence of the President, Kotte (1997-) - Pradeep Jayewardene House, Mirissa (1997–1998) - Spencer House, Colombo (1998) - Jacobsen House, Tangalle (?) 2000s - Anantara Kalutara Resort, Kalutara (Completed 2016 to Bawa's design) Unbuilt - U.N. Headquarters, Malé, Malé, Maldives (1985) |

## Premios y reconocimientos
- Pan Pacific Citation. Capítulo de Hawái del American Institute of Architects (1967)
- Presidente. Sri Lanka Institute of Architects  (1969)
- Medalla de Oro inaugural en la Celebración del Jubileo de Plata del Sri Lanka Institute of Architects (1982)
- Premio Patrimonio de Reconocimiento, por "Diseño Arquitectónico Destacado en la Tradición de la Arquitectura Local Vernácula", para el nuevo Complejo Parlamentario en Sri Jayawardenepura, Kotte de la Pacific Area Travel Association. (1983)
- Socio del Royal Institute of British Architects.
- Elegido socio honorario del American Institute of Architects (1983)
- Título Vidya Jothi (Luz de la Ciencia) en la Lista de Honores Inaugural del Presidente de Sri Lanka (1985)
- Beca en el Aga Khan Programme for Architecture, en MIT, Boston, EE. UU. (1986)
- Título Deshamanya (Orgullo de la Nación) en la Lista de Honores del Presidente de Sri Lanka (1993)
- El Grate Master's Award 1996 incorporado al South Asian Architecture Award (1996)
- Premio el Arquitecto del Año, India (1996)
- Premio de Innovaciones asiáticas, Premio de Bronce – Arquitectura, Eastern Economic Review (1998)
- Premio del Presidente del Premio Aga Khan de Arquitectura en reconocimiento a la obra de toda una vida y su contribución al campo de la arquitectura (2001)
- Premio Doctor de Ciencia (Honoris Causa), Universidad de Ruhuna (14 de septiembre de 2002)

## Lecturas
- Aldrich, Robert (2014): Cultural Encounters and Homoeroticism in Sri Lanka: Sex and Serendipity, Routledge
- Robson, David (2002): Geoffrey Bawa: The Complete Works, Thames & Hudson